# Ed Merrifield
Edwin J. „Ed“ Merrifield (* 21. Juli 1932 in Hardin, Missouri; † 16. Februar 2020 in Kansas City, Missouri) war ein US-amerikanischer Schiedsrichter im American Football, der von der Saison 1975 bis zur Saison 1994 in der NFL tätig war. Er trug die Uniform mit der Nummer 76, außer in den Spielzeiten 1979 bis 1981, in denen er die positionsbezogene Nummer 20 zugewiesen bekam.

## Karriere

### College Football
Vor dem Einstieg in die NFL arbeitete er als Schiedsrichter im College Football in der Big Eight Conference.

### National Football League
Zum Jahr 1975 wechselte er in die NFL und begann in der Position des Field Judge.
Er war als Field Judge im Super Bowl XXVI in der Crew unter der Leitung von Hauptschiedsrichter Jerry Markbreit.
Zum Ende der Saison 1994 trat er als Schiedsrichter zurück.